# Noors curlingteam (gemengd)
Het Noors curlingteam vertegenwoordigt Noorwegen in internationale curlingwedstrijden.

## Geschiedenis
Noorwegen is een traditierijk land wanneer het op curling aankomt: zowel bij de mannen als bij de vrouwen sleepte het land reeds vele titels in de wacht. Toch ontbrak het Scandinavische land op het allereerste internationale curlingtoernooi voor gemengde landenteams; het Europees kampioenschap van 2005. Een jaar later was het land wel present op het EK. De eerste wedstrijd uit de geschiedenis werd met ruime 12-2-cijfers verloren van Polen. Het was het begin van een povere reeks: Noorwegen was zes jaar lang terug te vinden in de onderste regionen van het klassement. Daar kwam in 2012 verandering in, toen Steffen Walstad skip werd van het team. Onder zijn leiding behaalden de Noren een vijfde plek op het EK, de beste prestatie tot dan toe. Een jaar later (zonder Walstad) ging het weer bergaf, maar in 2014 werd onder zijn leiding een finaleplek bereikt, die evenwel verloren werd van eeuwige rivaal Zweden.
Na de tiende editie van het EK werd beslist het toernooi te laten uitdoven en te vervangen door een nieuw gecreëerd wereldkampioenschap voor gemengde landenteams. De eerste editie vond in 2015 plaats in het Zwitserse Bern. Noorwegen tekende present, wederom met een team gebouwd rond skip Steffen Walstad. De Noren legden een bijna foutloos parcours af, en haalden het in de finale met 5-3 van Zweden. Alzo werd Noorwegen de allereerste wereldkampioen. In 2019 werd een tweede medaille gewonnen, door Zuid-Korea in de strijd om het brons te verslaan.

## Noorwegen op het wereldkampioenschap
| Jaar | Plaats | Skip                | WG | W  | V | PV | PT |
| ---- | ------ | ------------------- | -- | -- | - | -- | -- |
| 2015 | 1      | Steffen Walstad     | 12 | 10 | 2 | 74 | 58 |
| 2016 | 24     | Christer Wibe       | 6  | 2  | 4 | 30 | 32 |
| 2017 | 4      | Ingvild Skaga       | 11 | 7  | 4 | 56 | 41 |
| 2018 | 4      | Ingvild Skaga       | 10 | 7  | 3 | 76 | 43 |
| 2019 | 3      | Ingvild Skaga       | 11 | 9  | 2 | 95 | 40 |
| 2022 | 5      | Alexander Lindström | 10 | 7  | 3 | 72 | 51 |
| 2023 | 4      | Steffen Walstad     | 10 | 8  | 2 | 80 | 27 |
| 2024 | 5      | Martine Rønning     | 8  | 7  | 1 | 59 | 24 |

## Noorwegen op het Europees kampioenschap
| Jaar | Plaats        | Skip                | WG            | W             | V             | PV            | PT            |
| ---- | ------------- | ------------------- | ------------- | ------------- | ------------- | ------------- | ------------- |
| 2005 | Geen deelname | Geen deelname       | Geen deelname | Geen deelname | Geen deelname | Geen deelname | Geen deelname |
| 2006 | 16            | Ole Hauge           | 4             | 1             | 3             | 16            | 33            |
| 2007 | 16            | Jan Marcus Lilledal | 5             | 2             | 3             | 26            | 28            |
| 2008 | 22            | Joakim Skogvold     | 7             | 1             | 6             | 29            | 46            |
| 2009 | 21            | Stein Erik Johansen | 7             | 1             | 6             | 26            | 48            |
| 2010 | 19            | Stein Erik Johansen | 7             | 2             | 5             | 35            | 51            |
| 2011 | 22            | Ole Hauge           | 8             | 2             | 6             | 37            | 50            |
| 2012 | 5             | Steffen Walstad     | 8             | 6             | 2             | 49            | 37            |
| 2013 | 12            | Hans Tømmervold     | 7             | 3             | 4             | 37            | 42            |
| 2014 | 2             | Steffen Walstad     | 13            | 10            | 3             | 71            | 61            |